# Глибинне сейсмічне зондування
Глиби́нне сейсмі́чне зондува́ння (рос. глубинное сейсмическое зондирование, англ. DSS, deep seismic sounding, нім. seismische Tiefensondierung f) — метод регіонального вивчення будови земної кори і верхньої мантії, який базується на реєстрації на поверхні Землі штучно викликаних сейсмічних хвиль. 
Застосовується для тектонічного районування континентів і дна океанів. 
Спостереження проводять вздовж окремих профілів або по площі при відстані від вибуху 300–400 км при вивченні земної кори і до 1000–2000 км — при вивченні мантії. 